# Subkontynent indyjski
Subkontynent indyjski – obszar w Azji, który obejmuje Półwysep Indyjski z Niziną Hindustańską i Cejlonem.